# Bir Mokkadem
Bir Mokkadem (în arabă بٔير المقدم) este o comună din provincia Tébessa, Algeria.
Populația comunei este de 12.907 locuitori (2008).